# Niphocona minuens
Niphocona minuens är en fjärilsart som beskrevs av Louis Beethoven Prout 1922. Niphocona minuens ingår i släktet Niphocona och familjen nattflyn. Inga underarter finns listade i Catalogue of Life.